# Rollerball (jeu vidéo)
Pour les articles homonymes, voir Rollerball.
Rollerball est un jeu vidéo de flipper développé et édité par HAL Laboratory, sorti en 1984 sur MSX et porté en 1988 sur NES.